# Awakening (canción)
«Awakening» es el tercer sencillo de la banda estadounidense de rock alternativo Switchfoot en su sexto álbum Oh! Gravity..  El sencillo fue lanzado a la radio en marzo de 2007. Golpeó estaciones de radio AC caliente con un día de impacto de 26 de marzo de 2007 y, finalmente, alcanzó el puesto número 54 en las cartas de ese formato. 

## Historia de la canción
La canción fue escrita durante un tiempo de descanso entre giras de apoyo quinto disco de la banda, Nothing Is Sound. "Tuvimos dos o tres semanas de descanso gira en enero de este año pasado", el bajista Tim Foreman dijo: "Estuvimos recorriendo en apoyo de 'Nada es Sound' y tuvimos algo de tiempo para entrar en el estudio." Nosotros realmente no tenemos un plan", señaló Switchfoot cantante / compositor Jon Foreman sobre ese tiempo en el estudio . Esta falta de presión del plazo permitido a la banda a escribir música libremente, y fuera de esas sesiones fue "Despertar".
Fue la primera pista oficial registra cuando llegó el momento de comenzar la grabación real de Oh! Gravity.. Y fue producido por Steve Lillywhite, cuyos créditos incluyen U2 y Dave Matthews. "Nos encanta su entrada panorama general sobre la canción 'Awakening'." Dijo Tim.
Acerca de la canción en sí, compositor Jon Foreman dijo: "Tal vez sea verdaderamente renacido muerte no es opcional. He aquí una historia de primera mano acerca de la nueva vida, que siempre comienza en la parte inferior."

## Vídeo musical
El vídeo musical se centra principalmente en dos hombres (Tony Hale y Adam Campbell), que fue el primero paso para salir de un ascensor y se puede escuchar una versión de Guitar Hero en sus apartamentos. Mientras juegan, sincronización de labios las palabras de la canción. Más adelante en el video, una mujer (Jayma Mays) es visto jugar Dance Dance Revolution junto con los otros dos jugadores. Los únicos clips de la banda tocando la canción en la acción en vivo se muestran al principio del video como las guitarras entran en juego. La banda se muestra más adelante en todo el resto del video como personajes animados en un televisor de cartón. (Jon Foreman se ve jugando Guitar Hero cerca del final del video).